# Peter J. Taylor
Peter J.Taylor, né le 21 novembre 1944 à Tring (Hertfordshire), est un géographe anglais. Il est professeur de géopolitique à l'université de Newcastle upon Tyne entre 1970 et 1996, avant de rejoindre l'université de Loughborough en tant que professeur de géographie. Depuis 2010, il travaille à université de Northumbria. Il est également le fondateur et directeur du Globalization and World Cities Research Network et est l'auteur de plus de 300 publications, dont 60 ont été traduites dans d'autres langues.

## Publications
- International Handbook of Globalization and World Cities (2011)
- Political Geography: World-Economy, Nation-State, Locality (2011)
- Global Urban Analysis: a Survey of Cities in Globalization (2010)
- Cities in Globalization (2006)
- World City Network: a Global Urban Analysis (2004)
- Modernities: a Geohistorical Introduction (1999)
- The Way the Modern World Works: from World Hegemony to World Impasse (1996)